# La Bagnole de Kilow
Pour les articles homonymes, voir La Bagnole (film, 1964) et Bagnole.
La Bagnole est un petit véhicule intermédiaire électrique homologuée et commercialisée à partir de 2024 en France.

## Histoire
La Bagnole est produite en France par le Groupe Savoy sous la marque Kilow à Cluses en Haute-Savoie. Il s'agit d'un véhicule intermédiaire orienté vers le milieu rural aussi bien qu'urbain.
Elle est présentée dans sa version définitive au mondial de l'automobile de Paris 2024.

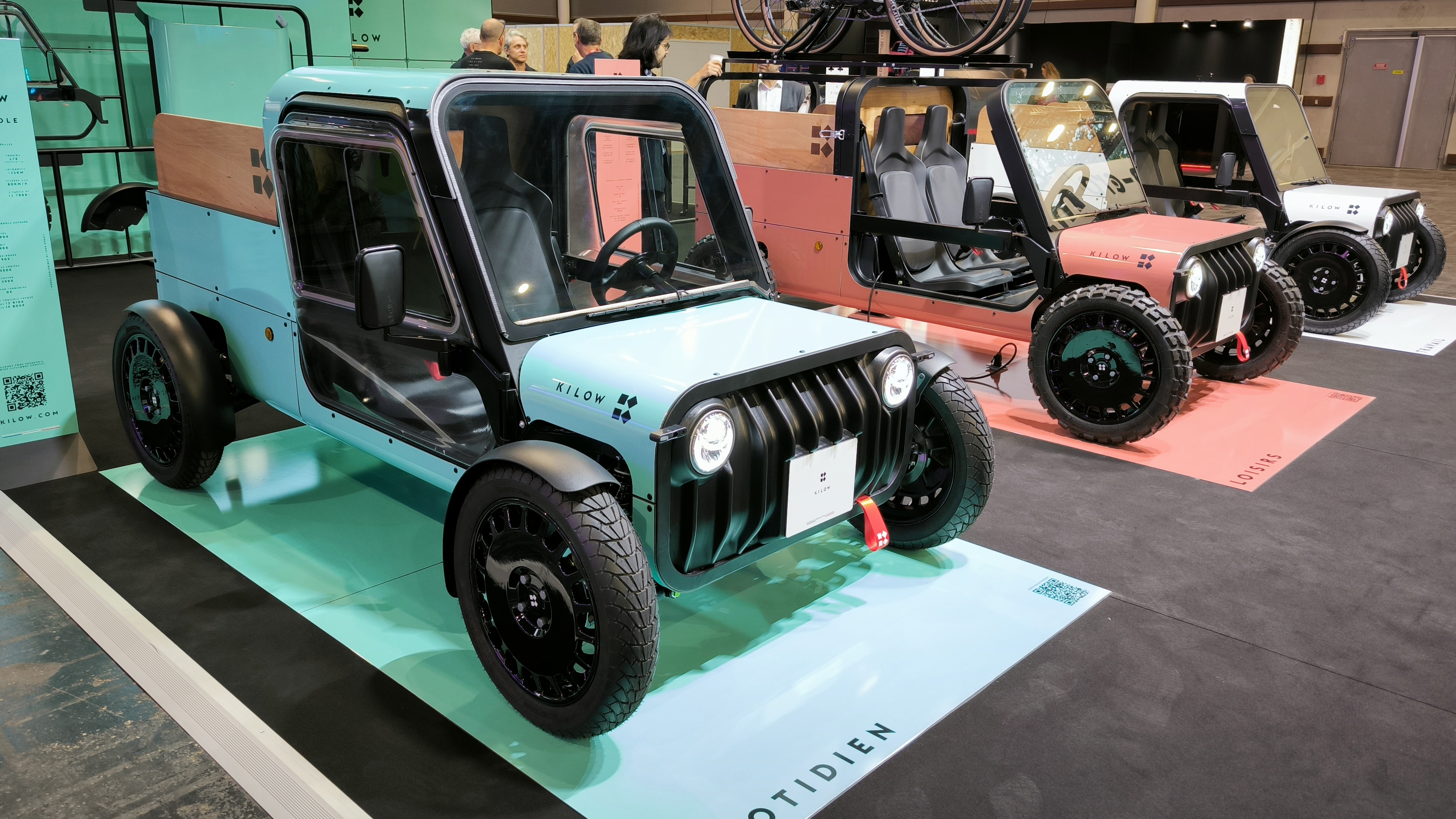
La Bagnole au mondial de l'automobile de Paris 2024.

## Caractéristiques techniques
Elle est proposée en deux catégories de puissance : en voiture sans permis d'une puissance de 6 kW limitée à 45 km/h (catégorie L6e) et en 15 kW, limité à 80 km/h (catégorie L7e) exigeant le permis B1 en France.
La capacité de ses batteries est de 6 kilowatt-heures ou 12 kWh en option.
Le véhicule comporte deux sièges et est modulable sur plusieurs aspects : présence des portes, du toit lui-même ainsi que la batterie démontable et réparable par changement de cellules.